# Ritratto di musico (Tiziano)
Il Ritratto di musico è un dipinto a olio su tela (99x81,8 cm) di Tiziano, databile al 1515-1520 circa e conservato nella Galleria Spada a Roma.

## Storia
L'opera, già attribuita a Giorgione, venne poi avvicinata al ritratto del musicista Battista Ceciliano di Orazio Vecellio (figlio di Tiziano), citato dal Vasari, anche se non esistono prove di una tale identificazione. Fu Federico Zeri, nel 1954, a ribadire l'attribuzione a Tiziano, a metà strada tra i ritratti dei primi anni dieci e le pennellate più fluide del periodo successivo. Altri invece lo hanno riferito a una fase più tarda, vicina agli anni quaranta, ma si tratta di una posizione minoritaria.

## Descrizione e stile
Da uno sfondo scuro emerge un personaggio maschile a mezza figura, voltata di schiena e con una torsione girata col collo a inviare un intenso sguardo allo spettatore. Tiene le mani su uno scrittoio dove si legge "CA", tenendo fermo un cartiglio e impugnando, con l'altra mano, il manico di uno strumento a corda, magari una viola o un liuto.